# Niceforonia columbiana
Espèce
Synonymes
- Borborocoetes columbianus Werner, 1899
- Phrynopus columbianus (Werner, 1899)

Statut de conservation UICN

 DD  : Données insuffisantes
Niceforonia columbiana est une espèce d'amphibiens de la famille des Craugastoridae.

## Répartition
Cette espèce est endémique du Monte Redondo en Colombie. Elle se rencontre entre Cundinamarca et Meta entre 1 000 et 1 300 m d'altitude.

## Étymologie
Cette espèce est nommée en référence au lieu de sa découverte, la Colombie.

## Publication originale
- Werner, 1899 : Über Reptilien und Batrachier aus Columbien und Trinidad. Verhandlungen der Zoologisch-Botanischen Gesellschaft in Wien, vol. 49, p. 470–484 (texte intégral).